# Antonio Bielsa
Antonio Bielsa Alegre (Calanda, Teruel, 8 de marzo de 1929-20 de septiembre de 2008) fue un arqueólogo español
En enero de 1964 descubrió el Yacimiento del Camino de Albalate, hallando un gran mosaico de 120 m², cuyo levantamiento oficial tendría lugar el 27 de mayo de dicho año, tratándose del pavimento de una lujosa villa romana; el evento tuvo repercusión internacional, siendo el hallazgo más importante de los habidos en la provincia de Teruel de este signo

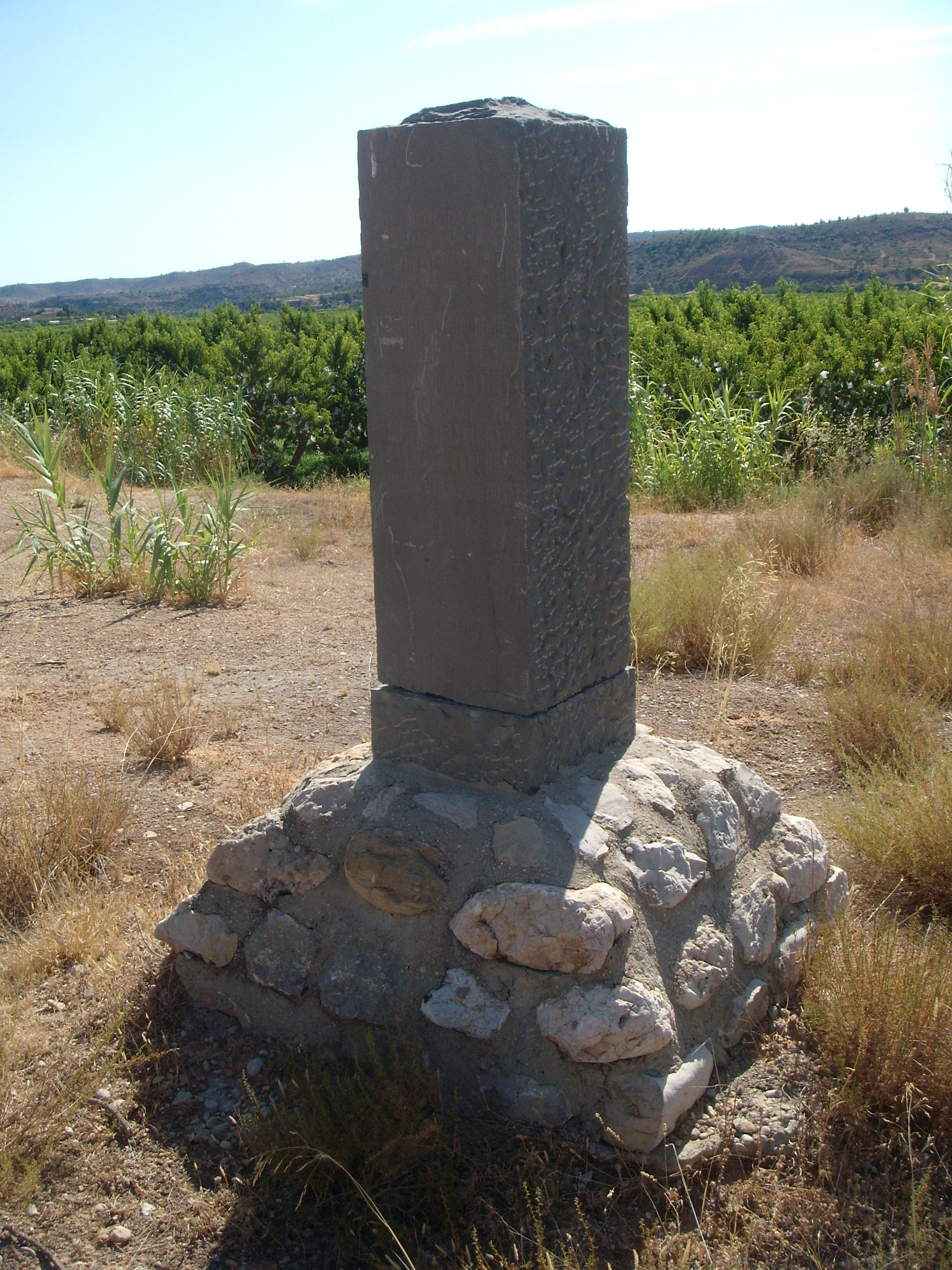
Hito conmemorativo de la partida de Albalate, próximo al lugar donde fue descubierto el mosaico romano hallado por Bielsa Alegre.